# Seznam norveških kraljev
To je seznam norveških kraljev in kraljic in oseb v liniji dednega nasledstva na norveški prestol.

## Začetki
- Gandalf Alfgeirsson: legendarni kralj Norveške
- Halfdan Črni (dansko Halfdanr Svarti): 9 stoletje, oče Haralda Lepolasega

## Prva Kraljevina Norveška (872-1387)

### Rodbina Fairhair (872-970)
| Ime                                     | Slika | Vladanje  | Opombe              |
| --------------------------------------- | ----- | --------- | ------------------- |
| Harald I. Halfdansson Harald Lepolasi   |       | 872 - 933 | sin Halfdana Črnega |
| Erik I. Haraldsson (Erik Krvava sekira) |       | 933 – 934 | sin Haralda I.      |
| Haakon I. Haraldsson (Haakon Dobri)     |       | 934 - 960 | sin Haralda I.      |
| Harald II. Ericsson (Harald Greycloak)  |       | 960 - 970 | sin Erika I.        |

### Rodbina Gorm (970-987) in Grofi Lade (970-995)
| Ime                          | Slika | Vladanje  | Opombe                  |
| ---------------------------- | ----- | --------- | ----------------------- |
| Harald Modrozobi (de iure)   |       | 970 - 987 | sin Gorma Starega       |
| Haakon Sigurdsson (de facto) |       | 970 - 995 | sin Sigurda Haakonssona |

### Ni dinastije (995-1000)
| Ime                | Slika | Vladanje   | Opombe              |
| ------------------ | ----- | ---------- | ------------------- |
| Olaf I. Tryggvason |       | 995 - 1000 | sin Halfdana Črnega |

### Rodbina Gorm (1000-1014) in Grofi Lade (1000-1015)
| Ime                        | Slika | Vladanje    | Opombe                                            |
| -------------------------- | ----- | ----------- | ------------------------------------------------- |
| Sven I. Norveški (de iure) |       | 1000 - 1013 | sin Haralda Modrozobega                           |
| Erik Haakonsson (de facto) |       | 1000 – 1012 | sin Haakona Sigurdssona polbrat Svena Haakonssona |
| Sven Haakonsson (de facto) |       | 1000 - 1015 | sin Haakona Sigurdssona polbrat Erika Haakonssona |
| Haakon Ericsson (de facto) |       | 1012 - 1015 | sin Erika Haakonssona                             |

### Rodbina Fairhair (1015-1028)
| Ime                              | Slika | Vladanje    | Opombe              |
| -------------------------------- | ----- | ----------- | ------------------- |
| Olaf II. Haraldsson (Sveti Olaf) |       | 1015 - 1028 | sin Haralda Grenska |

### Rodbina Gorm (1028-1035) in Grofi Lade (1028-1029)
| Ime                        | Slika | Vladanje    | Opombe                  |
| -------------------------- | ----- | ----------- | ----------------------- |
| Knut Veliki                |       | 1028 - 1035 | sin Haralda Modrozobega |
| Erik Haakonsson (de facto) |       | 1028 – 1035 | sin Erika Haakonssona   |
| Sven Knutsson              |       | 1000 - 1015 | sin Knuta Velikega      |

### Rodbina Fairhair (1035-1319)
| Ime | Slika | Vladanje                          | Opombe                                                                      |
| --- | ----- | --------------------------------- | --------------------------------------------------------------------------- |
| Magnus I. Olafsson (Magnus Dobri) |       | 1035 - 25. oktober 1047           | nezakonski sin Olafa II.                                                    |
| Harald III. Sigurdsson (Harald Strogi)                                                                                                |       | 1046 - 26. september 1066         | sin Sigurda Syra                                                            |
| Magnus II. Haraldsson |       | 1066 – 28. april 1069             | najstarejši sin Haralda III. polbrat Olafa III.                             |
| Olaf III. Haraldsson (Olaf Kyrre) |       | 1067 - 22. september 1093         | najmlajši sin Haralda III. polbrat Magnusa II.                              |
| Haakon II. Magnusson (Haakon Toresfostre)                                                                                             |       | 1028 - februar 1035               | nezakonski sin Magnusa II.                                                  |
| Magnus III. Olafsson |       | 1093 – 24. avgust 1103            | nezakonski sin Olafa III.                                                   |
| Øystein I. Magnusson |       | 1103 - 29. avgust 1123            | nezakonski sin Magnusa III.                                                 |
| Sigurd I. Magnusson (Sigurd Križarec)                                                                                                 |       | 1103 - 26. marec 1030             | nezakonski sin Magnusa III.                                                 |
| Olav (IV.) Magnusson |       | 1103 - 22. december 1115          | nezakonski sin Magnusa III.                                                 |
| Po smrti Sigurda se začene obdobje norveških državljanskih vojn.                                                                      |       |                                   |                                                                             |
| Magnus IV. Sigurdsson (Magnus Slepi)                                                                                                  |       | 1130 – 7. januar 1135             | nezakonski sin Sigurda I.                                                   |
| Harald IV. Magnusson (Harald Gille)                                                                                                   |       | 1130 - 14. december 1136          | nezakonski sin Magnusa III. polbrat Sigurda I.                              |
| Sigurd II. Haraldsson (Sigurd Munn)                                                                                                   |       | 1136 - 6. februar 1155            | nezakonski sin Haralda IV. polbrat Inga I. in Øysteina II.                  |
| Inge I. Haraldsson (Inge Grbavec) |       | 1136 – 3. februar 1161            | edini sin Haralda IV. in Ingrid Švedske polbrat Øysteina II. in Sigurda II. |
| Øystein II. Haraldsson |       | 1142 - 1157                       | nezakonski sin Harald IV. polbrat Inga I. in Sigurda II.                    |
| Haakon II. Sigurdsson (Haakon Širokorami)                                                                                             |       | 1157 - 7. avgust 1162             | nezakonski sin Sigurda II.                                                  |
| Magnus V. Erlingsson |       | 1161 – 15. junij 1184             | sin Erlinga Skakka                                                          |
| Sverre Sigurdsson |       | 15. junij 1184 - 9. marec 1202    | nezakonski sin Sigurda II.                                                  |
| Haakon III. Sverresson |       | 9. marec 1202 - 1. januar 1204    | nezakonski sin Sverra Sigurdssona                                           |
| Guttorm Sigurdsson |       | 2. januar 1204 - 11. avgust 1204  | nezakonski sin Sigurda Lavarda                                              |
| Inge II. Baardsson |       | avgust 1204 - 23. april 1217      | nezakonski sin Bårda Guttormssona                                           |
| Verjetno je nezakonski sin Haakona III. končno začel obdobje miru brez državljanskih vojn in številnih kraljev istočasno na prestolu. |       |                                   |                                                                             |
| Haakon IV. Haakonsson (Haakon Stari)                                                                                                  |       | junij 1217 – 16. december 1263    | nezakonski sin Haakona III.                                                 |
| Haakon Haakonsson (Haakon Mlajši) |       | 1. april 1240 - 5. maj 1257       | nezakonski sin Haakona IV.                                                  |
| Magnus VI. Haakonsson (Magnus Zakonodajalec)                                                                                          |       | 16. december 1263 - 9. marec 1280 | sin Haakona IV.                                                             |
| Erik II. Magnusson |       | 9. marec 1280 – 15. julij 1299    | sin Magnusa VI.                                                             |
| Haakon V. Magnusson |       | 15. julij 1299 - 8. maj 1319      | sin Magnusa VI.                                                             |

### Rodbina Folkunga ali Bjälbo (1319-1387)
| Ime                                  | Slika | Vladanje                      | Opombe                                                            |
| ------------------------------------ | ----- | ----------------------------- | ----------------------------------------------------------------- |
| Magnus VII. Eriksson                 |       | avgust 1319 - 18. avgust 1355 | sin Erika, vojvode Södermanlandskega, sina Magnusa III. Švedskega |
| Haakon VI. Magnusson (Haakon Maljši) |       | 15. avgust 1343 – 1380        | sin Magnusa VII.                                                  |
| Olav IV. Haakonsson                  |       | 1380 - 23. avgust 1387        | sin Haakona VI.                                                   |

## Kalmarska zveze (1389 - 1523)

### Rodbina Estridsen
| Ime                       | Slika | Vladanje                           | Opombe |
| ------------------------- | ----- | ---------------------------------- | --- |
| Margareta Valdemarsdotter |       | 23. avgust 1387 - 28. oktober 1412 | najmlajša hčerka kralja Valdemarja IV. žena švedskega norveškega kralja Haakona VI. ustanoviteljica Kalmarske zveze, ki je povezala vse skandinavske države za več kot stoletje |

### Rodbina Pomerania (1412-1442)
| Ime       | Slika | Vladanje                          | Opombe                                                                                      |
| --------- | ----- | --------------------------------- | ------------------------------------------------------------------------------------------- |
| Erik III. |       | 8. avgust 1387 - 28. oktober 1412 | posinovljen sin Margarete I. pravnuk kralja Valdemarja IV. prvi kralj v času Kalmaske zveze |

### Rodbina Wittelsbach (1442-1448)
| Ime              | Slika | Vladanje                       | Opombe                                 |
| ---------------- | ----- | ------------------------------ | -------------------------------------- |
| Krištof Bavarski |       | 2. junij 1442 - 6. januar 1448 | peti sin grofa Janez Palatine-Neumarkt |

### Rodbina Bonde (1449-1450)
| Ime                    | Slika | Vladanje                       | Opombe                    |
| ---------------------- | ----- | ------------------------------ | ------------------------- |
| Karl I. Knutsson Bonde |       | 20. november 1442 - junij 1450 | sin Knuta Tordssona Bonda |

### Rodbina Oldenburg (1450-1523)
| Ime                                                | Slika | Vladanje                          | Opombe                                        |
| -------------------------------------------------- | ----- | --------------------------------- | --------------------------------------------- |
| Kristjan I.                                        |       | 2. avgust 1450 - 21. marec 1481   | najstarejši sin grofa Dietricha Oldenburškega |
| Medvladje (1481-1483) Jon Svaleson Smør kot regent |       |                                   |                                               |
| Johan                                              |       | 20. julij 1483 - 20. februar 1513 | sin Kristjana I.                              |
| Kristjan II.                                       |       | 22. julij 1513 - 20. januar 1450  | sin Johana                                    |

## Pod Dansko (1523-1814)
Kalmarska zveza se konča 6. junija 1523 z neodvisnostjo Švedske. Leta 1536 je Tajni danski svet enostransko, brez posvetovanja z Norveško, razglasil Norveško za dansko provinco. Norveška je vzdrževala stanje pol neodvisnosti  z nekaterimi ločenimi institucijami, vendar so bile vse njegove čezmorske posesti prišle pod danski nadzor.

### Rodbina Oldenburg (1523-1814)
| Ime                                                                      | Slika | Življenje                           | Vladanje                           | Opombe                  |
| ------------------------------------------------------------------------ | ----- | ----------------------------------- | ---------------------------------- | ----------------------- |
| Friderik I.                                                              |       | 7. oktober 1471 - 10. april 1533    | 20. januar 1523 - 10. april 1533   | četrti sin Kristjana I. |
| Medvladje (1533-1537) Olav Engelbrektsson kot regent                     |       |                                     |                                    |                         |
| Kristijan III.                                                           |       | 12. avgust 1503 - 1. januar 1559    | 4. julij 1534 – 1. januar 1559     | sin Friderika I.        |
| Friderik II.                                                             |       | 1. julij 1534 - 4. april 1588       | 1. januar 1559 - 4. april 1588     | sin Kristjana III.      |
| Kristijan IV.                                                            |       | 12. april 1577 - 28. februar 1648   | 4. april 1588 - 28. februar 1648   | sin Friderika II.       |
| Friderik III.                                                            |       | 18. marec 1609 - 9. februar 1670    | 28. februar 1648 - 9. februar 1670 | sin Kristjana IV.       |
| Kristijan V.                                                             |       | 15. april 1646 - 25. avgust 1699    | 9. februar 1670 – 25. avgust 1699  | sin Friderika III.      |
| Friderik IV.                                                             |       | 11. oktober 1671 - 21. oktober 1730 | 25. avgust 1699 - 21. oktober 1730 | sin Kristjana V.        |
| Kristijan VI.                                                            |       | 30. november 1699 - 6. avgust 1746  | 21. oktober 1730 - 6. avgust 1746  | sin Friderika IV.       |
| Friderik V.                                                              |       | 31. marec 1723 - 13. januar 1766    | 6. avgust 1746 – 13. januar 1766   | sin Kristjana VI.       |
| Kristijan VII.                                                           |       | 29. januar 1749 - 13. marec 1808    | 13. januar 1766 - 13. marec 1808   | sin Friderika V.        |
| Friderik VI.                                                             |       | 28. januar 1768 - 3. december 1839  | 13. marec 1808 - 7. februar 1814   | sin Kristjana VII.      |
| Medvladje (7. februar 1814 - 17. maj 1814) Kristijan Friderik kot regent |       |                                     |                                    |                         |

## Neuspešna neodvisnost (1814)

### Rodbina Oldenburg (1814)
| Ime                                                                                       | Slika | Življenje                            | Vladanje                       | Opombe                                                         |
| ----------------------------------------------------------------------------------------- | ----- | ------------------------------------ | ------------------------------ | -------------------------------------------------------------- |
| Kristijan Friderik                                                                        |       | 18. september 1786 - 20. januar 1848 | 17. maj 1814 - 14. avgust 1814 | najstarejši sin danskega princa Friderika in vnuk Friderika V. |
| Medvladje (14. avgust 1814-4. november 1814) Marcus Gjøe Rosenkrantz kot predsednik vlade |       |                                      |                                |                                                                |

## Pod Švedsko (1814-1905)

### Rodbina Holstien-Gottorp (1814-1818)
| Ime      | Slika | Življenje                         | Vladanje                           | Opombe                                                       |
| -------- | ----- | --------------------------------- | ---------------------------------- | ------------------------------------------------------------ |
| Karl II. |       | 7. oktober 1748 - 5. februar 1818 | 4. november 1814 – 5. februar 1818 | drugi sin Adolfa Friderika Švedskega in Louise Ulrike Pruske |

### Rodbina Bernadotte (1818-1905)
| Ime             | Slika | Življenje                          | Vladanje                           | Opombe                          |
| --------------- | ----- | ---------------------------------- | ---------------------------------- | ------------------------------- |
| Karel III. Ivan |       | 26. januar 1763 - 8. marec 1844    | 5. februar 1818 - 8. marec 1844    | sin Jeana Henrija Bernadotta    |
| Oskar I.        |       | 4. julij 1799 - 8. julij 1859      | 8. marec 1844 - 8. julij 1859      | sin Karla III. Ivana            |
| Karel IV.       |       | 3. maj 1826 - 19. avgust 1872      | 8. julij 1859 – 19. avgust 1872    | sin Oskarja I. brat Oskarja II. |
| Oskar II.       |       | 21. januar 1829 - 26. oktober 1905 | 19. avgust 1872 - 26. oktober 1905 | sin Oskarja I. brat Karla IV.   |

## Druga Kraljevina Norveška (1905-danes)

### Rodbina Schleswig-Holstein-Sonderburg-Glücksburg(1905-danes)
Leta 1905 je bil princ Karl Danski izvoljen za kralja Norveške in prevzel ime Haakon VII. Z njim je rodbina Oldenburg spet zasedla norveški prestolu.
| Ime         | Slika | Življenje                           | Vladanje                              | Opombe                                                |
| ----------- | ----- | ----------------------------------- | ------------------------------------- | ----------------------------------------------------- |
| Haakon VII. |       | 3. avgust 1872 - 21. september 1957 | 26. oktober 1905 - 21. september 1957 | sin kralja Friderika VIII. Danskega in Louise Švedske |
| Olaf V.     |       | 2. julij 1903 - 17. januar 1991     | 21. september 1957 – 17. januar 1991  | sin Haakona VII.                                      |
| Harald V.   |       | 21. februar 1937 -                  | 17. januar 1991 -                     | sin Olafa V.                                          |

## Nasledstvo na norveški prestol
- Kralj Harald V. (rojen 1937)
  - (1) Prestolonaslednik Haakon (roj. 1973)[35][36]
    - (2) Princesa Ingrid Aleksandra (roj. 2004)[35][37]
    - (3) Princ Sverre Magnus (roj. 2005)[35][38]

  - (4) Princesa Märtha Louise (roj. 1971)[35][39]
    - (5) Maud Behn (roj. 2003)[35]
    - (6) Leah Behn (roj. 2005)[35]
    - (7) Emma Behn (roj. 2008)[35]